# MRPS18B
MRPS18B‏ (Mitochondrial ribosomal protein S18B) هوَ بروتين يُشَفر بواسطة جين MRPS18B في الإنسان.